# 中山路 (嘉義市)
中山路（Zhongshan Rd.），舊稱大通（日文原文：大通り），為臺灣嘉義市東西向重要的道路之一。全線不分段，東至嘉義公園；南以嘉雄陸橋和民族路為界，銜接新民路。其中林森西路至嘉雄陸橋和民族路間路段為縣道159號的一部分（只有550公尺）。多數嘉義市政府局處與中央政府駐嘉義市機關皆設於周邊。與文化路交會處設有中央七彩噴水池，是嘉義市的重要象徵，並且是嘉義市最繁華熱鬧的區域。

## 歷史
中山路在日治時代開闢，當時稱為「大通」。中正路則稱為「二通」。

## 行經行政區域
（由東到西）
- 東區（啟明路－文化路）
- 西區（文化路－民族路和嘉雄陸橋）

## 車道配置
（由東到西）
- 嘉義公園─林森西路：雙向各一車道
- 林森西路─民族路和嘉雄陸橋：雙向各二車道及中央綠化安全島，並各設有一機慢車道（內線禁行機慢車）

## 本路段客運
（由東到西）

### 嘉義公車捷運
| 路線編號 | 固定編號 | 行先                     | 收費方式 | 乘車站名 |
| -------- | -------- | ------------------------ | -------- | -------- |
| 7211     | BRT1     | 嘉義公園－嘉義縣立體育館 | 里程計費 | 嘉義公園 |
| 7212A    | BRT2     | 嘉義公園－高鐵嘉義站     | 里程計費 | 嘉義公園 |

### 嘉義市公車
| 路線編號      | 行先                               | 收費方式   | 乘車站名                         |
| ------------- | ---------------------------------- | ---------- | -------------------------------- |
| 中山幹線      | 嘉義榮民醫院－嘉義大學校園內       | 一段票收費 | 嘉義車站                         |
| 中山幹線A     | 二二八國家紀念公園－嘉義大學校園內 | 一段票收費 | 嘉義車站                         |
| 忠孝新民幹線  | 忠孝北街－彌陀夜市                 | 一段票收費 | 嘉義車站                         |
| 忠孝新民幹線A | 民雄工業區服務中心－彌陀夜市       | 一段票收費 | 嘉義車站                         |
| 光林我嘉線    | 港坪公園－蘭潭                     | 一段票收費 | 嘉義公園、市政府、嘉義車站       |
| 樂活1路       | 紅瓦里(1)全家超商－林森盧義路口    | 一段票收費 | 彰化銀行、嘉義火車站             |
| 樂活1-1路     | 紅瓦里(1)全家超商－東洋新村        | 一段票收費 | 彰化銀行、嘉義火車站             |
| 樂活2路       | 竹村里活動中心－五港宮             | 一段票收費 | 市政府（中山路）（往五港宮方向） |
| 趣淘3路       | 奉天宮－東洋新村                   | 一段票收費 | 彰化銀行、嘉義火車站             |

### 嘉義縣市區公車
| 路線編號 | 固定編號 | 行先                 | 收費方式           | 乘車站名                               |
| -------- | -------- | -------------------- | ------------------ | -------------------------------------- |
| 101      | 28       | 嘉義－塘興村         | 里程計費           | 市府站、中央噴水、彰化銀行、嘉義火車站 |
| 102      | 60       | 嘉義－松仔腳         | 里程計費           | 市府站、中央噴水、彰化銀行、嘉義火車站 |
| 106      | 66       | 嘉義車站－高鐵嘉義站 | 里程計費、套票計費 | 嘉義火車站                             |

## 沿線設施
（由東至西，由北至南）

| - 嘉義公園 - 國立嘉義高級商業職業學校（7號） - 法務部行政執行署嘉義分署 （页面存档备份，存于）（96號） - 中華郵政嘉義中山路郵局（页面存档备份，存于）（107號） - 嘉義市政府財政稅務局（页面存档备份，存于）（154號） - 嘉義市政府警察局（页面存档备份，存于）（195號） - 嘉義市政府（199號） - 國泰世華銀行嘉泰分行（242-1號） - 臺灣新光商業銀行嘉義分行（248號） - 嘉義市立吳鳳幼稚園（页面存档备份，存于）（260號） - 聯邦商業銀行嘉義分行（285號） - 第一商業銀行嘉義分行（307號） - 台灣土地銀行嘉義分行（309號） - 中央噴水池 | - 板信商業銀行嘉義分行（298號） - 臺灣銀行嘉義分行（306號） - 麥當勞嘉義中山店（318號） - 華南銀行嘉義分行（320號） - 鴻圖書局（370號） - 彰化銀行嘉義分行（386號1樓） - 玉山綜合證券嘉義分公司（497號2樓） - 嘉義客運嘉義總站（503號） - 嘉義市政府警察局第一分局長榮派出所（567號） - 墊腳石圖書文化廣場嘉義店（583號） - 嘉義火車站（528號） - 嘉義市立美術館（廣寧街101號） - 嘉義文化創意產業園區（嘉義舊酒廠）（616號） |